# Скапулокоракоїд
Скапулокоракоїд (англ. scapulocoracoid) — частина грудного (плечового) поясу. 
У риб це один елемент. У ранніх чотириногих він росте з двох різних осередків енхондрального окостеніння і утворює дві кістки, лопатку та прокоракоїд (передній коракоїд, англ. procoracoid). Пізніше, у базальних амніотів це вже три елементи, лопатка, прокоракоїд і коракоїд (coracoid або metacoracoid). Ці три елементи збереглися у викопних пелікозаврів, терапсидів, а також однопрохідних ссавців. У сумчастних звірів прокоракоїд рудиментарний, у вищих звірів врослий у руків'я (manubrium) грудини. Коракоїд у вищих звірів зростається з лопаткою і стає дзьобоподібним виростком (лат. processus coracoideus).
У завропсидів три елементи зберігаються, але в багатьох груп протягом онтогенезу прокоракоїд є у незрілих особин, а в дорослому віці зростається з лопаткою.